# Иван Джинов
Иван Петров Джинов е български революционер, деец на Вътрешната македоно-одринска революционна организация.

## Биография
Роден е в 1869 година в големия български южномакедонски град Кукуш, тогава в Османската империя, днес Килкис, Гърция. Заминава за Солун, където се установява да живее и където в 1894 година влиза във ВМОРО. В 1903 година участва в конгреса в Солун и заедно с брат си Христо (Ицо) Джинов съдействат на Гоце Делчев да напусне града след това. В същата година след Солунските атентати Иван Джинов заедно с брат си минава в нелегалност, заминават за Арджанското езеро и влизат в четата на Аргир Манасиев. Четата им започва да действа с тази на Сава Михайлов и взеимат дейно участие в избухналото Илинденско-Преображенско въстание. Участват в серия големи сражения и се оттеглят в Свободна България. Завръща се в Солун заедно с брат си в 1904 година след амнистия. В 1906 година в Солун заедно с брат си изпълняват смъртната присъда на ръководителя на гръцката пропаганда Теодорос Аскитис. След това бягат в Свободна България. В 1908 година след Хуриета отново се завръщат в Солун и започват да работят на мелница на гара Караглово. Като отмъщение за убийството на Аскитис, гърците организират убийството на брат му Христо. Иван заминава за Свободна България, където се установява в Пловдив и живее към 1943 година.
На 10 март 1943 година подава молба за българска народна пенсия, която е одобрена и пенсията е отпусната от Министерския съвет на Царство България.